# Сабуровский сельсовет (Мытищинский район)
Сабуровский сельсовет — упразднённая административно-территориальная единица, существовавшая на территории Московской губернии и Московской области до 1954 года.
Сабуровский сельсовет был образован в первые годы советской власти. По данным 1924 года он входил в состав Коммунистической волости Московского уезда Московской губернии.
23 ноября 1925 года из Сабуровского с/с был выделен Медведковский с/с.
.
По данным 1926 года в состав сельсовета входили деревни Козеево, Сабурово и Юрлово.
В 1929 году Сабуровский с/с был отнесён к Коммунистическому району Московского округа Московской области.
27 февраля 1935 года Сабуровский с/с был передан в Мытищинский район.
14 июня 1954 года Сабуровский с/с был упразднён. При этом его территория была объединена с Раево-Медведковским и Ватутинским с/с в новый Медведковский с/с.